# Футбол на Украине
Футбол является одним из самых популярных видов спорта на Украине. Главным руководящим органом украинского футбола является Украинская ассоциация футбола (УАФ), созданная в 1991 году.
Крупнейшими достижениями украинского футбола за годы независимости являются, прежде всего, победа донецкого «Шахтёра» в розыгрыше кубка УЕФА сезона 2008/09. Затем, выход киевского «Динамо» в полуфинал Лиги чемпионов в сезоне 1998/99, выход днепропетровского «Днепра» в финал Лиги Европы УЕФА в сезоне 2014/15, второе место молодёжной сборной Украины на чемпионате Европы 2006 среди молодёжных команд, участие национальной сборной Украины в чемпионате мира 2006, где украинцы дошли до 1/4 финала. 9 апреля 2007 года Украина получила право на проведение Евро-2012 вместе с Польшей. В июле и августе 2009 года Донецк и Мариуполь принимали чемпионат Европы среди игроков до 19 лет, на котором сборная Украины стала чемпионом. В сезоне 2014/15 юноши донецкого «Шахтёра» дошли до финала Юношеской лиги УЕФА.

## История

### Проникновение игры
Корни этой игры на территории современной Украины достигают конца XIX века и ведут нас в Одессу. Одними из первых игроков в футбол на территории нынешней Украины были английские моряки в Одесском порту, которые создали в 1878 году ОБАК — «Одесский британский атлетический клуб». До 1899 года футбольная команда клуба состояла из англичан. Первыми местными игроками клуба стали Пиотровский и будущий учредитель «Спортинг-Клуба» Крыжановский. За ОБАК выступал сам Сергей Уточкин, одессит, один из первых русских авиаторов…
В 1884 году в Одессе и на территории нынешней Украины было построено первое настоящее футбольное поле, игру «foot-ball» иностранцы популяризировали среди одесситов. Игра пришлась одесситам по вкусу.
В 1892 году в Одессе основан немецкий спортивный клуб «Турн-Ферайн» с секцией футбола.
В 1899 году в Одессе создается футбольная команда, состоящая исключительно из местных жителей города.
С того момента число одесских футбольных команд стало увеличиваться. Появились ОКФ (Одесский кружок футбола), ШК (Шереметьевский кружок спорта), «Вега», «Местран» и другие.
Позднее игра проникла на Западную Украину, где действовали очаги спортивного общества «Сокол». Первые правила футбольной игры напечатано в монографии «гимнастические игры школьной молодежи», которую издал в 1891 году Эдмунд Ценар — профессор учительской семинарии во Львове. Федерация футбола Украины по материалам, предоставленным львовскими историками спорта, постановила считать игру, которая состоялась 14 июля 1894 года во Львове, первым документально зафиксированным футбольным матчем на территории Украины.

### 1894—1901: первые документально зафиксированные матчи на территории современной Украины
Первые документально зафиксированные матчи на территории Украины состоялись, когда западноукраинские земли входили в состав Австро-Венгерской империи, которая еще в 1869 году ввела гимнастику («этим словом обозначалась физическая культура») в школьную учебную программу. Самое же физическое воспитание и спорт были в большом почете и поддерживались на государственном уровне. Не удивительно, что именно на этих территориях сложились более благоприятные условия для развития спортивного движения, в том числе и футбола.

#### Галичина
По данным обсерватории Львовской политехники 14 июля 1894 года дневная температура составляла +24 °C. В те дни во Львове проходила выставка достижений: организовывались конференции инженеров, литературоведов, гостям города демонстрировали новую трамвайную линию, которая вела к Стрыйскому парку и др. В рамках выставки, на поле в Стрыйском парке, состоялась междугородная игра между командами, которые представляли спортивно-гимнастический общество «Сокол» — Львов против Кракова.
Матч начался 14 июля 1894 года в 17:00. хозяева играли в белых футболках и серых гимнастических штанах, а гости — в белых футболках и синих штанах. Поединок судил профессор Виробек из Кракова. На стадионе вместимостью 10 000 зрителей собралось около 3 000 человек. Игра длилась 7 минут — до первого забитого гола. Этот мяч провёл второкурсник учительской гимназии Влодзимеж Хомицкий, который действовал на левой стороне поля. Тактики и стратегии в действиях футболистов почти не было — главным заданием было протолкнуть мяч мимо вратаря в ворота. Стойками ворот служили два флажка воткнутых в землю.

#### Буковина и Закарпатье
На территории Буковины и Закарпатья первые футбольные матчи состоялись в период мая — августа 1901 года.
Первый футбольный матч на Буковине, который завершился со счетом 7:0, состоялся 12 мая 1901 года в Черновцах на стадионе у реки Прут. Победу одержала команда, основанная студентами Черновицкого университета на базе университетской спортивной гимнастической секции (по утверждению отдельных исследователей считается, что именно эта команда стала предком клуба «Ян», который в 1903 году был официально зарегистрирован и документально зафиксирован).
15 августа 1901 года состоялась первая официальная футбольная встреча и в Ужгороде, где местная команда (сборная учащихся города) уступила венгерскому клубу «БАК» (Будапештский атлетический клуб) со счетом 0:3.

### Развитие в начале XX века (1902—1914)

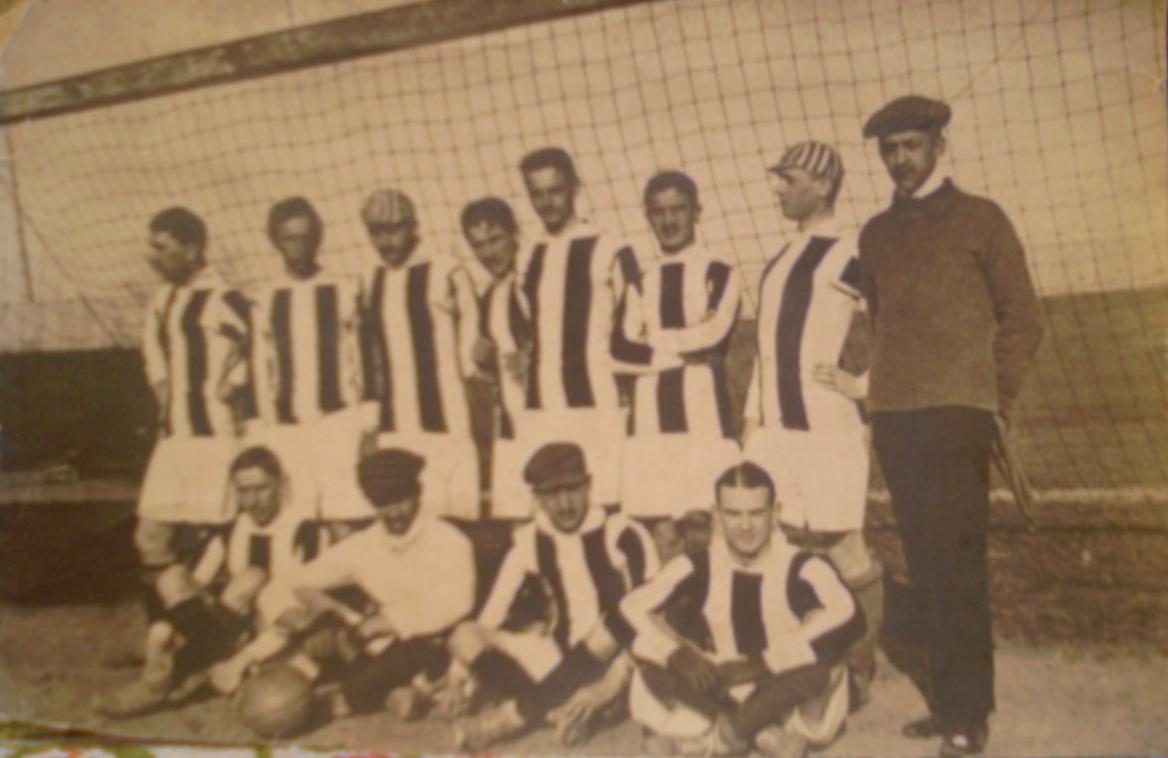
«Погонь» Львов в 1910 году

В 1900-х годах первые футбольные клубы возникают во многих городах Украины — инициаторами являются преимущественно молодежь, студенты высших школ. Во многих городах первыми игроками были рабочие и моряки из стран Европы.
«Сокольское движение», основанное чехами в середине XIX века, было причастно к развитию игры в Киеве. Первая команда — «Юг» (1902) состояла в основном из чехов. Впоследствии её переименован в «Сокол». Одним из очагов киевского футбольного движения был Политехнический институт, студенты которого создали команду «Политехники» (1906). В 1911 году 6 киевских клубов организовали городскую лигу: «Любители спорта», Спортивно-гимнастический Кружок при Киевском Политехническом институте, Кружок «Славия», Кружок «Спорт», Польское гимнастический Общество и Кружок «Феникс». Выиграли турнир «политехники».
В 1903 году во Львове студенты первой школы образовали ФК «Слава», который впоследствии стал предком клуба «Чарни». В том же году немецкие студенты из Черновцов тоже сформировали собственную футбольную команду (TSV: «Turn- und Sportverein» → DFK: «Deutscher Fußballklub» → впоследствии был переименован в «Ян»), которая на долгие годы стала флагманом буковинского футбола. Также свою спортивную команду в 1904 сделала четвёртая львовская гимназия — КГС (Клуб Гимнастический-Спор). Эту команду через 3 года переименовывают в «Погонь» — в межвоенный период команда будет одним из флагманов польского футбола. Учащиеся 3 и 6 гимназий создали команду «Лехия» (1905). В 1907 году в Черновцах польской общиной города был образован клуб «Сарматия», она же «Полония», а румынской — «РФК» он же «Драгош Водэ».
1909 — Зарегистрирован устав «Одесского кружка футбола» (ОКФ). В декабре 1910 г. была создана одесская футбольная лига (ОФЛ). 20 февраля 1911 г. стартовал первый футбольный чемпионат Одессы, участие в котором приняли пять команд: ОБАК, Ш. К., ОКФ (Одесский кружок футбола), «Виктория», «Стад де Одесса» (позже «Спортинг-клуб»). Интересно, что в 1912 г. ОФЛ вступила во Всероссийский футбольный союз, а 20 октября 1913 г., победив в финальном матче сборную Санкт-Петербурга (4:2), сборная Одессы стала чемпионом Российской империи.
Одесские историки описывают те события с присущим им юмором:
«Сборная Петербурга, победившая сборную команду Москвы, для окончательного выявления чемпиона страны должна была встретиться с победителем Юга, а это была Одесса. По жребию принимать противников выпало Одессе. Столичные футболисты, возглавляемые знаменитым Бутусовым, полагали игру с Одессой для себя обузой, но поскольку по регламенту разобраться с какими-то одесситами всё же требовалось, петербуржцы отправились на юг, как на прогулку.
Но, когда команды уже выстроились на поле, и вдруг появился мальчик, бережно несущий рюмку водки, которую опрокинул в себя капитан сборной Одессы, петербуржцы поняли: кажется, дело серьёзно. В общем, столичные асы „продули под чистую“.
Однако, 15 декабря того же года на съезде Всероссийского футбольного союза розыгрыш первенства России 1913 г. был признан недействительным по не совсем понятным причинам. Дескать, в сборной Одессы играли легионеры из английской команды ОБАК. Легионеров было трое, а по регламенту их могло быть только двое. Хитрость заключалась в том, что никакого регламента не существовало. К примеру, сборная Юзовки (ныне Донецк) в том первенстве выставляла на игру 6 иностранцев. Но „сварганить“ регламент задним числом было минутным делом. Отменить матч было нельзя, и тогда Всероссийский футбольный союз применил „тактическую заготовку“: просто отменил всё первенство страны 1913 года. Так Одесса стала Чемпионом „несуществующего“ первенства 1913 года.»
.

### Межвоенные годы — УССР
Ячейками футбольного жизни советской части Украины оставались крупные города: Киев, Одесса, Днепропетровск, Донецк. Лучшие команды играли в Харькове — тогдашней столице республики. Все 7 первенств УССР в 1921-31 годах выиграли именно харьковчане. Когда в СССР решили организовать первый чемпионат страны для городов и республик, Харьков стал победителем зональных соревнований на Украине. В московских плей-офф, сборная Харькова в полуфинале разгромила сборную Закавказских ССР — 4:0, а в финале неожиданно переиграла команду Ленинграда — 2:1. Среди лучших игроков 1920-х и 30-х годов из первой столицы УССР были футболисты сборной СССР: Николай Кротов, Иван Привалов, Николай и Константин Фомин и Александр Бабкин. В 1927 году создан «Динамо» (Киев), которое стало флагманом украинского футбола.
Именно «Динамо» было единственной украинской командой в наивысшей лиге первого чемпионата СССР 1936. «Динамовцы» заняли 2 место. Одними из лучших футболистов страны были вратарь Антон Идзковский, защитник Константин Фомин, нападающие Константин Щегоцкий и Виктор Шиловский. Но за чемпионство боролись только сильные московские клубы («Динамо» и «Спартак»), а самым высоким довоенным показателем киевлян осталось вице-чемпионство 1936.

### Межвоенные годы — Галичина, Буковина, Волынь и Закарпатье
В многонациональном Львове было несколько сильных команд, каждая из которых имела специфическое название. Польские имена носили 2 мощнейшие клубах города — «Погонь» и «Чарни», которые регулярно выступали в наивысшей лиге. Сильной командой была и «Гасмонея», где играли евреи. Другими ведущими командами города была «Лехия» и футбольная сообщество спортивного общества «Украина». «Погонь» провела все 13 довоенных турниров высшей лиги, «Чарни» — 7, «Гасмонея» — 2 и «Лехия» — один. Все галицкие команды выступали в чемпионате Львовской окружной лиги, победитель которой выходил в высшую лигу. Среди не львовских дружин следует упомянуть коллективы: «Ревера» (Станислав) и «Юнак» (Дрогобыч)
«Погонь» 4 раза становилась чемпионом Польши (1922, 1923, 1925, 1926). К национальной команды Польши вызвали Спиридона Альбанського, Яна Васевича, Юзефа Гарбеня, Мечислава Батша, но крупнейшими «звездами» были Михаил Матиас и нападающий Вацлав Кухар. Тренировал львовский клуб австрийский специалист Карл Фишер. В первом (и единственном довоенном) Кубке Польши львовская «Спарта» добралась до финала, где проиграла краковской «Висле» (0:2).
Также, как и в многонациональном Львове, ряд сильных команд были представлены и в Черновцах. В краевых соревнованиях под патронатом румынской власти участвовали национальные спортивные общества румын «Драгош Водэ», немцев «Ян», иудеев «Маккаби» и «Хакоах», поляков «Полония» и украинцев «Довбуш». До 1932 года победители турнира (будучи частью национального чемпионата) получали право сыграть в финальной части чемпионата Румынии за звание чемпионов страны, а именно наибольшее участие в финальной части чемпионата Румынии в период 1922—1932 годов приняли: «Полония» и «Маккаби» (трижды), «Ян» и «Драгош Воде» (дважды). Последние три были участниками 1/2 финала (т.е. условно говоря: «бронзовыми призерами»). Начиная с 1932/33 сезона команды уже играли по принципу «повышение в классе» в национальный чемпионат Румынии (в разный период: «Дивизия А», «Дивизия B» и «Дивизия C») — в высшем дивизионе Румынии (ныне Суперлига) в сезоне 1937/38 выступал «Драгош Водэ» (Черновцы). Украинский «Довбуш» дважды был участником третьего по рангу дивизиона Румынии, образованного в 1936 году (тогда «Дивизия C», ныне Лига 3). Игроками национальной сборной Румынии и участники чемпионата мира были Альфред Айзенбайссер и Роберт Садовский, а именно Альфред вошел в историю как первый представитель с территории современной Украины на чемпионате мира по футболу (1930).
После вторжения советских войск в 1939—1940 годах в Галичину и Буковину все клубы ликвидировали, создав взамен новые с «пролетарскими» названиями: «Динамо» («Динамо» Черновцы, «Динамо» Львов), «Спартак» («Спартак» Черновцы, «Спартак» Львов) и др.
Сильнейшие команды Волыни: ВКС (Военный Клуб Спортивный), «Гасмонея» и «Сокол» (все — Ровно), ППС (Луцк) играли в Люблинской окружной лиге, но на общепольском уровне успехов не достигали.
Центром закарпатского футбола был Ужгород. Самой популярной командой края стал Спортивный Клуб «Русь», созданный в 1925. Эта команда была постоянным победителем первенства Закарпатья в 1929—1934 годах. СК «Русь» выигрывал чемпионаты Словакии в 1933 и 1936 годах и был одним из самых известных клубов страны. Команда стала одной из первых в мире летать на выездные игры на самолёте за что получила название «летающие команда учителей». Известнейшими закарпатским игроками межвоенного периода были вратарь Олекса Бокшай и нападающий Геза Калочаи. Бокшай, который в 1937 перешёл из «Руси» в пражскую «Спарта» стал преемником легендарного голкипера Франтишека Планички и, кроме многих чемпионских титулов во внутреннем первенстве, выиграл Кубок Митропы. Уроженец Берегового Калочаи играл в «Спарте» в 1932—1937 год, был обладателем Кубка Митропы и выступал за сборные Чехословакии и Венгрии.

### 1940—1961

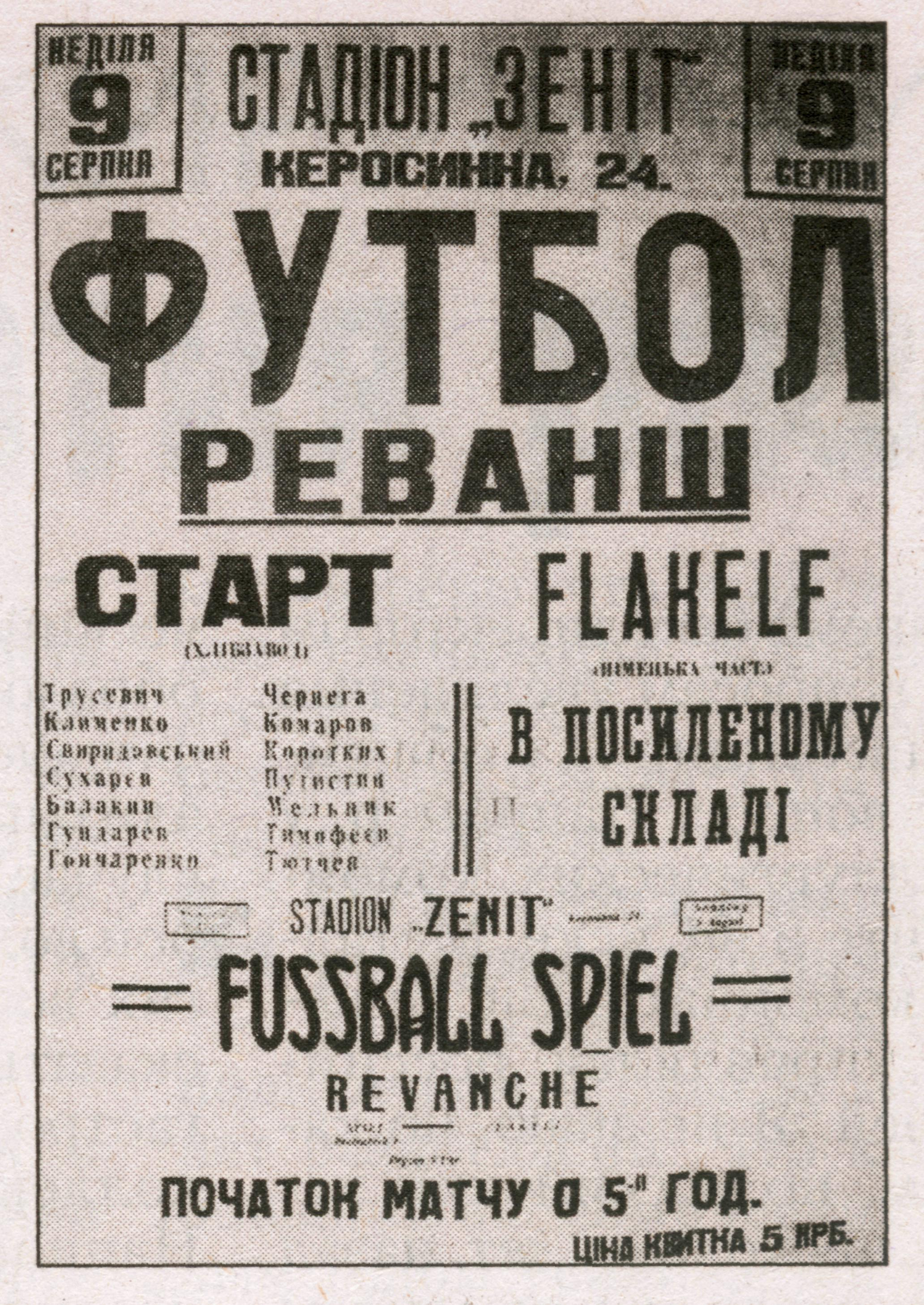
Афиша матча «Старт» — «Флакелф» 9 августа 1942

Немецкая оккупация не мешала проводить футбольные матчи на западе Украины, где в 1942 году даже организовали сугубо украинскую лигу, которая объединяла клубы всей Галичины. В 1942, 1943 и 1944 чемпионами становились соответственно «Украина» (Львов), «Скала» (Стрый) и «Ватра» (Дрогобыч). Также во время оккупации союзников Третьего рейха на территории Северной Буковины в сезоне 1942/43 возродили черновицкий «Драгош Водэ», выступавший в кубке Румынии.
В Киеве летом 1942 года провели турнир, где выступали венгерские, немецкие и румынские военные части и две украинские команды — «Рух» и «Старт» (или же по-другому «Хлебзавод», ибо там работало большинство игроков коллектива). Наиболее известными играми стали встречи «Старт» с командой «Флакелф», первая из которых закончилась победой украинцев 5:1 и был проведен матч-реванш. Через 3 дня — 9 августа 1942 года «Старт» во второй раз победил немцев — 5:3. После этой встречи состоялись аресты и расстрелы киевских футболистов, а игра впоследствии получила название «Матч смерти».
Характерной особенностью первых послевоенных и 50-х годов в украинском футболе стал приход в сильнейшие клубы большого количества талантов из Закарпатья, среди которых: Эрнест Юст, Дезитерий Товт, Михаил Коман, Василий Турянчик, Йожеф Сабо, Ференц Медвидь, Йожеф Беца.
В 1930-х годах в высшей лиге СССР регулярно играло только «Динамо» (Киев). «Стахановець» из Сталино (сейчас — «Шахтёр») провел в элите сезона 1938—1941 и послевоенные 1949—1952. С 1955 года клуб стал постоянным участником высшего дивизиона. Периодически в «вышке» появлялись харьковские команды «Локомотив» (1949, 1950, 1953 и 1954) и «Авангард» (1960—1963). В сборную СССР футболистов «Динамо» или «Стахановца» почти не вызвали. Первым игроком украинского клуба, который вышел в матче за СССР стал Виктор Фомин в 1955 году. Лишь несколько поединков сыграли Виктор Каневский (5 игр) и Олег Макаров, а стабильным игроком сборной из украинских футболистов стал только полузащитник киевского «Динамо» Юрий Войнов — единственный представитель украинских клубов на чемпионате мира 1958, где выступал Советский Союз. В составе сборной он стал чемпионом Европы 1960 года.
В 1954 «Динамо» впервые завоевало Кубок СССР. С 1957 года главным футбольным функционером в ЦК КПУ стал Владимир Щербицкий, с чьим именем будут тесно связаны успехи и влияние сильнейшего в УССР футбольного клуба «Динамо» (Киев).
В сезоне 1959/60 гг. команда не высшей лиги (Класс А) СКА (Одесса) стала первым одесским клубом, вышедшим в 1/2 финала розыгрыша кубка СССР. Там армейцы уступили будущему победителю — московскому «Торпедо».
В 1961 году впервые в истории чемпионатов Советского Союза победителем стала команда не из Москвы — киевское «Динамо». Кубок СССР 1961 года выиграл «Шахтёр» (Сталино). Украинский футбол становился все заметнее на всесоюзной арене.

### 1962—1975
В 1960—1963 годах в высшей лиге выступал харьковский «Авангард». В высшей лиге чемпионата СССР в сезонах 1965 и 1966 гг помимо одесского «Черноморца» выступал ещё один одесский клуб — СКА (Одесса) .
На чемпионате мира 1962 года за сборную СССР в нападении играл киевский «динамовец» Виктор Каневский.
«Динамо» (Киев) под руководством Виктора Маслова в 1966—1968 годах повторили рекорд ЦСКА (Москва), победив в 3 чемпионатах СССР подряд. В 1966 году отрыв киевлян от «серебряного» призёра, ростовского «СКА», достиг 9 очков (тогда давали 2 очка за победу). Лучшим футболистом страны 1966 года назвали полузащитника «Динамо» Андрея Бибу. На английском чемпионате мира 1966 игроком основы были Йожеф Сабо и Валерий Поркуян (лучший бомбардир ЧМ-1966 в составе сборной СССР − 4 мяча), а Виктор Серебрянников и Леонид Островский появлялись на поле лишь в некоторых играх. Советский Союз добрался до полуфинала — достижение, которое сборной не удастся повторить или превзойти.
В 1969 году Кубок СССР в первый и последний раз завоевывает команда из первой лиги — «Карпаты» (Львов), которые неожиданно для всех в финале обыграли опытный «СКА» (Ростов-на-Дону) — (2:1)
В 1972 году чемпионом СССР становится ворошиловградская «Заря», в 1974 году всесоюзную «бронзу» выигрывает только вернувшийся из Первой лиги одесский «Черноморец».
В период 1965—1975 гг. «Динамо» (Киев) только 1 раз опускалось ниже 2-го места в первенстве СССР (7 позиция в 1970), итог тех 11 сезонов: 6 чемпионств и 4 вице-чемпионства. Когда закончили выступления главные «звёзды» московских клубов 1960-х годов: Валерий Воронин, Эдуард Стрельцов и Валентин Иванов с «Торпедо»; Альберт Шестернев и Владимир Пономарев («ЦСКА»); Галимзян Хусаинов («Спартак»); «динамовцы» Игорь Численко и Лев Яшин, процент игроков в национальной сборной СССР из Киева увеличился.
Среди 14 участников ЧЕ 1972 (вице-чемпионство) 6 игроков представляли клубы УССР — «Динамо», «Шахтёр», «Зарю» и «Карпаты». В том году чемпионат сенсационно выиграла «Заря» (Луганск) — впервые это сделала команда не из столицы какой-либо из советских республик, а из областного центра. «Динамо» было вторым, а 6-е место занял новичок «вышки» «Днепр», где наставником тогда работал молодой тренер Валерий Лобановский.
Бывший нападающий киевского «Динамо» возвращается в Киев и с динамовского коллектива создает сильную даже по европейским меркам команду. «Динамо» завоёвывает Кубок обладателей кубков и Суперкубок УЕФА 1975. «Золотой мяч» лучшему игроку Европы от «Франс футбола» получает нападающий киевлян Олег Блохин. Лобановского назначают наставником сборной СССР.
Блохина признавали лучшим футболистом Украины в 1972, 1973, 1974, 1975, 1976, 1977, 1978, 1980 и 1981 годах и сильнейшим игроком СССР в 1972, 1973 и 1974 годах.

### 1976—1991
В 1974—1977 годах среди 16 участников высшей лиги чемпионата СССР было 6 команд из УССР, то есть — 37,5 %. Это был самый высокий показатель за все годы существования чемпионата. Выше доля будет только в первенстве 1990, когда от участия в откажутся клубы Прибалтики и Грузии.
«Динамо» (Киев) становилась чемпионом в 1977, 1980 и 1981 годах. В 1979 году вице-чемпионом страны становится донецкий «Шахтёр», а лучшим бомбардиром и игроком года является нападающий Виталий Старухин. После стабильных успехов киевских «динамовцев» Валерия Лобановского вновь назначили тренером сборной СССР (1982—1983 и 1986—1990).
В начале 1980-х в Днепропетровске собрался коллектив футболистов, который начал борьбу за медали в советских первенствах — Сергей Краковский, Николай Павлов, Геннадий Литовченко, Олег Таран и Олег Протасов. «Днепр» выиграл первенство Союза в 1983 (под руководством Владимира Емца) и 1988 (под руководством Евгения Кучеревского. В 1984 году лучшим футболистом страны назвали Геннадия Литовченко, в 1987 — Олега Протасова. Протасов устанавливает рекорд результативности сезона 1985 — 35 голов и получил «Серебряный бутсу». Этот результат (35 голов за сезон) стал лучшим во всех первенствах СССР.
Олег Блохин выходит в лидеры по количеству матчей, голов за «Динамо» и сборную СССР. Киевское «Динамо» выигрывает Кубок обладателей кубков 1986, а на чемпионате мира в Мексике 1986 среди 11 игроков основного состава 8 представляли «Динамо». «Франс футбол» признал одессита Игоря Беланова лучшим игроком Европы 1986 года.
Киевских «динамовцев» — подопечных Лобановского, называют лучшими футболистами СССР: Анатолий Демьяненко (1985), Александра Заварова (1986), Олега Протасова (1987), Алексея Михайличенко (1988).

### Футбол на независимой Украине (1991—н.в.)
Федерация футбола Украины 13 декабря 1991 объявила о своей самостоятельности и вышла из состава ФФ СССР. Первый официальный матч под эгидой независимой ФФУ состоялся 10 февраля 1992 года в Хустском районе Закарпатской области — поединок 1/32 финала кубка Украины, в котором встретились хмельницкое «Подолье» и черновицкая «Буковина»: матч завершился результативной ничьей 1:1, после чего в серии послематчевых пенальти черновицкая команда одержала победу 3:1.
Первым президентом ФФУ стал Виктор Банников. В следующем году организация стала членом ФИФА и УЕФА, жеребьевка отбора к чемпионату мира 1994 произошло перед этим. Вновь постсоветские федерации (кроме русской) до начала квалификации к чемпионату Европы 1996 играли только в товарищеских встречах. Немало игроков провело несколько полуофициальных игр за сборную Украину, но потом выступали за Россию (например, Олег Саленко — лучший бомбардир ЧМ-1994, Юрий Никифоров, Илья Цымбаларь).
Много сильных игроков уехало за границу, от прежней советской система подготовки юных игроков мало что осталось.
Первым чемпионом Украины стала симферопольская «Таврия», которая победила в решающей игре «Динамо» (Киев).
Все последующие чемпионаты (вплоть до 2002) выигрывали киевляне. Сборную формировали на основе «Динамо», куда в 1996-м после нескольких лет работы на Ближнем Востоке вернулся Валерий Лобановский. Он сделал ряд футболистов звездами мирового класса, которые вскоре перешли играть в зарубежные клубы (Андрей Шевченко, Олег Лужный, Каха Каладзе, Сергей Ребров). В 2004 году украинский легионер «Милана» Андрей Шевченко получил «Золотой мяч» — приз лучшему футболисту Европы.
Первым обладателем Кубка Украины в 1992 году стал одесский «Черноморец», победивший в дополнительное время «Металлист» (Харьков), а в 1994 году одесситы повторили свой кубковый успех в матче с «Таврией» (Симферополь).
Придя на пост президента клуба «Шахтёр» (Донецк), миллиардер Ринат Ахметов благодаря удачным капиталовложениям сделал донецкую команду равным соперником для киевского «Динамо». Сейчас их встречи называют украинским классико.
Сборная Украины в 1997—2001 годах трижды подряд не попадала на финальные турниры международных чемпионатов из-за поражений в решающих матчах плей-офф. Первым серьёзным турниром, куда попала национальная команда, стал чемпионат мира 2006. Наставник «сине-жёлтых» Олег Блохин ещё за тур до конца обеспечил уверенное первое место в отборочной группе, где соперниками украинцев были сборные Турции, Греции и Дании. На самом чемпионате, сборная Украины, ведомая тандемом Олег Блохин-Семён Альтман, сенсационно дошла до 1/4 финала. По итогам 2006 года Олег Блохин попал в список 10 лучших тренеров мира.
18 апреля 2007 года Украина получила право на проведение Евро-2012 вместе с соседней Польшей.
В сезоне 2008/09 украинские клубы установили свой исторический рекорд по набранным очкам в таблице коэффициентов УЕФА, набрав наибольшее число баллов среди всех европейских чемпионатов.
20 мая 2009 года донецкий «Шахтёр» стал обладателем Кубка УЕФА, в финале обыграв немецкий «Вердер» (2:1).
В июле и августе 2009 года Донецк и Мариуполь принимали чемпионат Европы среди игроков до 19 лет, на котором Сборная Украины стала чемпионом (гл. тренер- Юрий Калитвинцев.), обыграв в финале турнира сборную Англии со счётом 2:0 .
В сезоне 2014/15 юноши донецкого «Шахтёра» дошли до финала Юношеской лиги УЕФА, где со счётом 2:3 уступили ровесникам из лондонского «Челси».
16 октября 2018 года украинская сборная стала первой, которая повысилась в классе в Лиге наций УЕФА.
Сборная Украины по футболу (до 20 лет) стала победителем молодёжного чемпионата мира 2019.

## Символическая сборная
Символическая сборная  — 11 лучших игроков, которых ежегодно выбирают читатели интернет-страницы UA-Футбол.
| Год  | Вратарь             | Защитники                                                          | Полузащитники                                            | Нападающие                        | Тренер         |
| ---- | ------------------- | ------------------------------------------------------------------ | -------------------------------------------------------- | --------------------------------- | -------------- |
| 2006 | Богдан Шуст         | Владимир Езерский Дмитрий Чигринский Андрей Русол Андрей Несмачный | Олег Гусев Анатолий Тимощук Сергей Назаренко Матузалем   | Андрей Воронин Андрей Шевченко    | Олег Блохин    |
| 2007 | Вячеслав Кернозенко | Дарио Срна Андрей Русол Папа Гуйе Разван Рац                       | Олег Гусев Анатолий Тимощук Сергей Назаренко Фернандиньо | Исмаэль Бангура Александр Гладкий | Олег Протасов  |
| 2008 | Станислав Богуш     | Дарио Срна Тарас Михалик Папа Гуйе Северин Ганцарчик               | Илсиньо Анатолий Тимощук Александр Алиев Виллиан         | Артём Милевский Джексон Коэльо    | Мирон Маркевич |